# Camel Meriem
Camel Meriem (Montbéliard, 18 ottobre 1979) è un ex calciatore francese, di origine algerina, di ruolo centrocampista.

## Carriera

### Club
Ha iniziato la carriera nel 1997 al Sochaux, prima di trasferirsi al Bordeaux nel 2002; ha poi giocato per l'Olympique Marsiglia, prima di passare definitivamente al Monaco.
Il 21 maggio 2009 il giocatore decide di non prolungare il contratto con il Monaco, e quindi lascia il club a fine stagione in cerca di una nuova squadra.
Ha passato l'ultima settimana del dicembre 2009 ad allenarsi con il Blackburn ma, non avendo convinto il ct dei Rovers Sam Allardyce, la dirigenza non se l'è sentita di fargli firmare un contratto.
Firma quindi fino alla fine dell'anno per i greci dell'Arīs Salonicco, per poi cambiare nuovamente squadra l'anno successivo, quando viene ingaggiato dalla formazione dell'Arles-Avignon, neopromossa nella Ligue 1 francese.
Il 3 giugno 2011, alla scadenza del contratto, firma un biennale col Nizza.

### Nazionale
Vanta 3 presenze senza reti con la Francia, collezionate tra il 2004 e il 2005.

## Statistiche

### Cronologia presenze e reti in nazionale
| Cronologia completa delle presenze e delle reti in nazionale ― Francia | Cronologia completa delle presenze e delle reti in nazionale ― Francia | Cronologia completa delle presenze e delle reti in nazionale ― Francia | Cronologia completa delle presenze e delle reti in nazionale ― Francia | Cronologia completa delle presenze e delle reti in nazionale ― Francia | Cronologia completa delle presenze e delle reti in nazionale ― Francia | Cronologia completa delle presenze e delle reti in nazionale ― Francia | Cronologia completa delle presenze e delle reti in nazionale ― Francia |
| Data                                                                   | Città                                                                  | In casa                                                                | Risultato                                                              | Ospiti                                                                 | Competizione                                                           | Reti                                                                   | Note                                                                   |
| ---------------------------------------------------------------------- | ---------------------------------------------------------------------- | ---------------------------------------------------------------------- | ---------------------------------------------------------------------- | ---------------------------------------------------------------------- | ---------------------------------------------------------------------- | ---------------------------------------------------------------------- | ---------------------------------------------------------------------- |
| 17-11-2004                                                             | Saint-Denis                                                            | Francia                                                                | 0 – 0                                                                  | Polonia                                                                | Amichevole                                                             | -                                                                      | 46’                                                                    |
| 9-2-2005                                                               | Saint-Denis                                                            | Francia                                                                | 1 – 1                                                                  | Svezia                                                                 | Amichevole                                                             | -                                                                      | 68’                                                                    |
| 26-3-2005                                                              | Saint-Denis                                                            | Francia                                                                | 0 – 0                                                                  | Polonia                                                                | Qual. Mondiali 2006                                                    | -                                                                      | 59’                                                                    |
| Totale                                                                 |                                                                        | Presenze                                                               | 3                                                                      |                                                                        | Reti                                                                   | 0                                                                      |                                                                        |

## Palmarès

### Società

#### Competizioni nazionali
- Coppa di Lega francese: 1

Bordeaux: 2001-2002